# 1861 dans les chemins de fer
chronologie des chemins de fer
1860 dans les chemins de fer - 1861 - 1862 dans les chemins de fer

## Évènements
- Au Québec, des hommes d’affaires fondent la compagnie Montreal City Passenger Railway, une compagnie de transport de tramway tirés par des chevaux.
- 1 623 km de chemin de fer en Italie.

### Janvier
- 2 janvier, France-Allemagne : mise en service de la ligne Strasbourg - Kehl.

### Avril
- 6 avril : inauguration d'un pont ferroviaire sur le Rhin entre Strasbourg et Kehl.

### Mai
- 15 mai, Espagne : inauguration de la section Tudela-Caparroso du chemin de fer de Pampelune à Saragosse (Compañia del ferrocarril de Zaragoza a Pamplona)

### Août
- 5 août France, création de la Compagnie du chemin de fer de Lyon (la Croix-Rousse) au camp de Sathonay[1].

### Octobre
- 19 octobre, France : ouverture du tronçon Toulouse-Montabiau à Portet-St-Simon de la ligne Toulouse - Bayonne (11,7 km).
- 22 octobre, Paraguay : inauguration de la section Asuncion-Trinidad, première ligne de chemin de fer au Paraguay. (Ferrocarril Central del Paraguay)

## Naissances
- x

## Décès
- x